# Nassarius niveus
Nassarius plicatellus, tên tiếng Anh: lattice dogwhelk, là một loài ốc biển, là động vật thân mềm chân bụng sống ở biển thuộc họ Nassariidae.

## Miêu tả
Kích thước vỏ ốc khoảng 15 mm và 25 mm

## Phân bố
Loài này phân bố ở Đại Tây Dương dọc theo Angola, Namibia và Nam Phi